# Eliteserien 2020
La Eliteserien 2020 è stata la settantacinquesima edizione della Eliteserien, massima serie del campionato norvegese di calcio. La stagione sarebbe dovuta iniziare il 4 aprile, ma, a causa della pandemia di COVID-19, l'inizio della stagione è stato posticipato al 16 giugno 2020 per concludersi il 22 dicembre seguente. Il Molde era la squadra campione in carica. La competizione è stata vinta, per la prima volta nella propria storia e addirittura con ben 5 giornate d'anticipo, dal Bodø/Glimt.

## Stagione

### Novità
Dalla Eliteserien 2019 sono stati retrocessi il Ranheim, il Tromsø e il Lillestrøm, perdente dello spareggio, mentre dalla 1. divisjon 2019 sono stati promossi l'Aalesund, il Sandefjord e lo Start, vincitore dello spareggio.

### Formula
Le 16 squadre partecipanti si affrontano in un girone all'italiana con partite di andata e ritorno per un totale di 30 giornate. La squadra prima classificata viene dichiarata campione di Norvegia ed accede alla UEFA Champions League 2021-2022 partendo dal primo turno di qualificazione. La seconda e la terza classificata in campionato, assieme alla vincitrice della Coppa di Norvegia 2020, sono ammesse alla UEFA Europa Conference League 2021-2022 partendo dal secondo turno di qualificazione. La terzultima classificata affronta la vincente dei play-off di 1. divisjon nello spareggio promozione-retrocessione. Le ultime due classificate retrocedono direttamente in 1. divisjon.

A causa dell'annullamento della Coppa di Norvegia 2020, è la quarta classificata ad accaparrarsi l'ultimo piazzamento per una competizione europea.

## Squadre partecipanti
| Club            | Città        | Stadio                | Stagione precedente      |
| --------------- | ------------ | --------------------- | ------------------------ |
| Aalesund        | Ålesund      | Color Line Stadion    | 1º posto in 1. divisjon  |
| Bodø/Glimt      | Bodø         | Aspmyra Stadion       | 2º posto in Eliteserien  |
| Brann           | Bergen       | Brann Stadion         | 9º posto in Eliteserien  |
| Haugesund       | Haugesund    | Haugesund Stadion     | 7º posto in Eliteserien  |
| Kristiansund BK | Kristiansund | Kristiansund Stadion  | 6º posto in Eliteserien  |
| Mjøndalen       | Mjøndalen    | Isachsen Stadion      | 13º posto in Eliteserien |
| Molde           | Molde        | Aker Stadion          | Campione di Norvegia     |
| Odd             | Skien        | Skagerak Arena        | 4º posto in Eliteserien  |
| Rosenborg       | Trondheim    | Lerkendal Stadion     | 3º posto in Eliteserien  |
| Sandefjord      | Sandefjord   | Komplett Arena        | 2º posto in 1. divisjon  |
| Sarpsborg 08    | Sarpsborg    | Sarpsborg Stadion     | 12º posto in Eliteserien |
| Stabæk          | Bærum        | Nadderud Stadion      | 8º posto in Eliteserien  |
| Start           | Kristiansand | Sparebanken Sør Arena | 3º posto in 1. divisjon  |
| Strømsgodset    | Drammen      | Marienlyst Stadion    | 11º posto in Eliteserien |
| Vålerenga       | Oslo         | Intility Arena        | 10º posto in Eliteserien |
| Viking          | Stavanger    | SR-Bank Arena         | 5º posto in Eliteserien  |

## Allenatori e primatisti
| Squadra      | Allenatore                                                             | Calciatore più presente                                                            | Cannoniere                                    |
| ------------ | ---------------------------------------------------------------------- | ---------------------------------------------------------------------------------- | --------------------------------------------- |
| Aalesund     | Lars Bohinen (1ª-15ª) Lars Arne Nilsen (16ª-30ª)                       | Simen Nordli (28)                                                                  | Hólmbert Aron Friðjónsson (11)                |
| Bodø/Glimt   | Kjetil Knutsen                                                         | Fredrik Bjørkan Ulrik Saltnes (30)                                                 | Kasper Junker (27)                            |
| Brann        | Lars Arne Nilsen (1ª-12ª) Kåre Ingebrigtsen (13ª-30ª)                  | Daouda Bamba Petter Strand Robert Taylor (30)                                      | Daouda Bamba (10)                             |
| Haugesund    | Jostein Grindhaug                                                      | Benjamin Hansen Thore Pedersen (30)                                                | Kristoffer Velde (8)                          |
| Kristiansund | Christian Magnus Michelsen                                             | Andreas Hopmark Bent Sørmo (30)                                                    | Amahl Pellegrino (25)                         |
| Mjøndalen    | Vegard Hansen                                                          | Fredrik Brustad Vetle Dragsnes Markus Nakkim (30)                                  | Shuaibu Ibrahim (6)                           |
| Molde        | Erling Moe                                                             | Ola Brynhildsen (30)                                                               | Leke James (13)                               |
| Odd          | Jan Frode Nornes                                                       | Odin Bjørtuft (30)                                                                 | Mushaga Bakenga (15)                          |
| Rosenborg    | Eirik Horneland (1ª-3ª) Trond Henriksen (4ª-16ª) Åge Hareide (17ª-30ª) | Carlo Holse (30)                                                                   | Dino Islamović Kristoffer Zachariassen (12)   |
| Sandefjord   | Martí Cifuentes                                                        | Sivert Gussiås Jacob Storevik (30)                                                 | Sivert Gussiås Rufo (7)                       |
| Sarpsborg 08 | Mikael Stahre                                                          | Nicolai Næss Magnar Ødegaard (29)                                                  | Mos (6)                                       |
| Stabæk       | Jan Jönsson                                                            | Marcus Sandberg (30)                                                               | Oliver Edvardsen Kornelius Normann Hansen (6) |
| Start        | Jóhannes Harðarson                                                     | Jesper Daland (30)                                                                 | Eirik Schulze (10)                            |
| Strømsgodset | Henrik Pedersen                                                        | Johan Hove Moses Mawa Viljar Myhra (30)                                            | Johan Hove Lars-Jørgen Salvesen (10)          |
| Vålerenga    | Dag-Eilev Fagermo                                                      | Christian Borchgrevink Kristoffer Klaesson Ivan Näsberg Matthías Vilhjálmsson (29) | Viðar Örn Kjartansson (9)                     |
| Viking       | Bjarne Berntsen                                                        | Fredrik Torsteinbø (30)                                                            | Veton Berisha (16)                            |

## Classifica finale
Fonte:www.eliteserien.no
|  | Pos. | Squadra         | Pt | G  | V  | N  | P  | GF  | GS | DR  |
|  | ---- | --------------- | -- | -- | -- | -- | -- | --- | -- | --- |
|  | 1.   | Bodø/Glimt      | 81 | 30 | 26 | 3  | 1  | 103 | 32 | +71 |
|  | 2.   | Molde           | 62 | 30 | 20 | 2  | 8  | 77  | 36 | +41 |
|  | 3.   | Vålerenga       | 55 | 30 | 15 | 10 | 5  | 51  | 33 | +18 |
|  | 4.   | Rosenborg       | 52 | 30 | 15 | 7  | 8  | 50  | 35 | +15 |
|  | 5.   | Kristiansund BK | 48 | 30 | 12 | 12 | 6  | 57  | 45 | +12 |
|  | 6.   | Viking          | 44 | 30 | 12 | 8  | 10 | 54  | 52 | +2  |
|  | 7.   | Odd             | 43 | 30 | 13 | 4  | 13 | 52  | 51 | +1  |
|  | 8.   | Stabæk          | 39 | 30 | 9  | 12 | 9  | 41  | 45 | -4  |
|  | 9.   | Haugesund       | 39 | 30 | 11 | 6  | 13 | 39  | 51 | -12 |
|  | 10.  | Brann           | 36 | 30 | 9  | 9  | 12 | 40  | 49 | -9  |
|  | 11.  | Sandefjord      | 35 | 30 | 9  | 8  | 13 | 31  | 43 | -12 |
|  | 12.  | Sarpsborg 08    | 32 | 30 | 8  | 8  | 14 | 33  | 43 | -10 |
|  | 13.  | Strømsgodset    | 31 | 30 | 7  | 10 | 13 | 41  | 57 | -16 |
|  | 14.  | Mjøndalen       | 27 | 30 | 8  | 3  | 19 | 26  | 45 | -19 |
|  | 15.  | Start           | 27 | 30 | 6  | 9  | 15 | 33  | 56 | -23 |
|  | 16.  | Aalesund        | 11 | 30 | 2  | 5  | 23 | 30  | 85 | -55 |

Legenda:
      Campione di Norvegia e ammessa al Primo turno di qualificazione della UEFA Champions League 2021-2022
      Ammesse al Secondo turno di qualificazione della UEFA Europa Conference League 2021-2022
 Ammesso allo spareggio promozione-retrocessione
      Retrocesse in 1. divisjon 2021
Note:
Tre punti a vittoria, uno a pareggio, zero a sconfitta.
La classifica viene stilata secondo i seguenti criteri:
- Punti conquistati
- Differenza reti generale
- Reti totali realizzate
- Punti conquistati negli scontri diretti
- Differenza reti negli scontri diretti
- Reti realizzate in trasferta negli scontri diretti (solo tra due squadre)
- Reti realizzate negli scontri diretti
- Spareggio (solo per decidere la squadra campione, l'ammissione agli spareggi e le retrocessioni)

## Risultati
Ogni riga indica i risultati casalinghi della squadra segnata a inizio della riga, contro le squadre segnate colonna per colonna (che invece avranno giocato l'incontro in trasferta). Al contrario, leggendo la colonna di una squadra si avranno i risultati ottenuti dalla stessa in trasferta, contro le squadre segnate in ogni riga, che invece avranno giocato l'incontro in casa.
|              | AAL  | BOD  | BRA  | HAU  | KRI  | MJØ  | MOL  | ODD  | ROS  | SAN  | SAR  | STB  | STR  | STM  | VÅL  | VIK  |
| ------------ | ---- | ---- | ---- | ---- | ---- | ---- | ---- | ---- | ---- | ---- | ---- | ---- | ---- | ---- | ---- | ---- |
| Aalesund     | –––– | 1-6  | 2-2  | 1-3  | 1-2  | 1-3  | 1-4  | 0-3  | 1-2  | 0-1  | 0-1  | 1-3  | 3-2  | 1-4  | 1-1  | 2-2  |
| Bodø/Glimt   | 7-0  | –––– | 5-0  | 6-1  | 2-1  | 2-0  | 3-1  | 6-1  | 5-1  | 2-1  | 2-1  | 5-2  | 6-0  | 3-2  | 2-0  | 3-0  |
| Brann        | 3-1  | 1-3  | –––– | 1-2  | 1-1  | 0-1  | 1-2  | 2-1  | 1-2  | 3-1  | 1-1  | 1-1  | 1-1  | 1-1  | 1-2  | 3-0  |
| Haugesund    | 0-1  | 0-4  | 1-2  | –––– | 2-2  | 1-1  | 0-3  | 4-4  | 1-0  | 3-2  | 2-0  | 3-1  | 1-0  | 2-3  | 2-1  | 0-2  |
| Kristiansund | 7-2  | 2-3  | 1-1  | 1-3  | –––– | 1-0  | 2-2  | 4-3  | 0-0  | 3-1  | 4-1  | 1-2  | 3-2  | 2-1  | 0-0  | 3-5  |
| Mjøndalen    | 3-0  | 2-3  | 2-0  | 1-0  | 1-2  | –––– | 1-3  | 0-2  | 0-2  | 0-2  | 1-0  | 0-1  | 1-0  | 3-0  | 0-1  | 1-2  |
| Molde        | 2-1  | 4-2  | 1-2  | 3-1  | 2-2  | 2-1  | –––– | 2-0  | 1-0  | 0-1  | 5-0  | 4-1  | 5-0  | 2-1  | 4-1  | 5-0  |
| Odd          | 3-2  | 0-4  | 1-0  | 0-0  | 2-1  | 6-1  | 1-4  | –––– | 2-1  | 1-2  | 1-1  | 2-0  | 1-2  | 1-3  | 4-1  | 3-0  |
| Rosenborg    | 3-2  | 2-3  | 2-3  | 2-1  | 0-0  | 1-0  | 3-1  | 4-1  | –––– | 2-1  | 5-1  | 2-2  | 1-0  | 3-0  | 1-1  | 3-0  |
| Sandefjord   | 1-0  | 1-2  | 3-3  | 0-1  | 0-2  | 1-0  | 2-1  | 1-1  | 0-0  | –––– | 0-3  | 0-0  | 2-2  | 0-0  | 0-3  | 2-2  |
| Sarpsborg 08 | 4-0  | 0-3  | 0-1  | 0-0  | 1-1  | 2-0  | 2-1  | 2-0  | 1-2  | 0-0  | –––– | 4-0  | 1-0  | 2-3  | 0-1  | 1-2  |
| Stabæk       | 4-0  | 2-2  | 0-2  | 2-1  | 2-2  | 0-0  | 0-3  | 0-1  | 0-3  | 2-0  | 1-1  | –––– | 2-0  | 2-0  | 1-1  | 1-1  |
| Start        | 1-0  | 1-1  | 1-1  | 5-1  | 1-2  | 3-0  | 2-3  | 0-5  | 0-0  | 0-1  | 3-2  | 0-0  | –––– | 2-2  | 2-1  | 1-1  |
| Strømsgodset | 1-1  | 1-2  | 3-1  | 2-2  | 2-2  | 2-1  | 0-4  | 1-0  | 3-3  | 3-4  | 0-0  | 0-4  | 1-1  | –––– | 0-2  | 0-2  |
| Vålerenga    | 2-2  | 2-2  | 5-1  | 1-0  | 1-1  | 4-1  | 2-1  | 2-0  | 1-0  | 2-1  | 1-1  | 2-2  | 4-0  | 2-0  | –––– | 2-1  |
| Viking       | 5-2  | 2-4  | 2-0  | 0-1  | 1-2  | 1-1  | 3-2  | 1-2  | 3-0  | 2-0  | 3-0  | 3-3  | 4-1  | 2-2  | 2-2  | –––– |

## Spareggio promozione/retrocessione
Allo spareggio sono ammesse la quattordicesima classificata in Eliteserien e la vincitrice dei play-off promozione di 1. divisjon 2020.
|           | Risultati |         | Luogo e data           |
| --------- | --------- | ------- | ---------------------- |
| Mjøndalen | 3 - 2     | Sogndal | Oslo, 28 dicembre 2020 |
|           |           |         |                        |

## Statistiche

### Squadre

#### Capoliste solitarie
|    | —— | —— | —— | ——         | —— | —— | —— | —— | ——  | ——  | ——  | ——  | ——  | ——  | ——  | ——  | ——  | ——  | ——  | ——  | ——  | ——  | ——  | ——  | ——  | ——  | ——  | ——  | ——  | —— |  |
|    |    |    |    | Bodø/Glimt |    |    |    |    |     |     |     |     |     |     |     |     |     |     |     |     |     |     |     |     |     |     |     |     |     |    |  |
|    |    |    |    |            |    |    |    |    |     |     |     |     |     |     |     |     |     |     |     |     |     |     |     |     |     |     |     |     |     |    |  |
|    |    |    |    |            |    |    |    |    |     |     |     |     |     |     |     |     |     |     |     |     |     |     |     |     |     |     |     |     |     |    |  |
| 1ª | 2ª | 3ª | 4ª | 5ª         | 6ª | 7ª | 8ª | 9ª | 10ª | 11ª | 12ª | 13ª | 14ª | 15ª | 16ª | 17ª | 18ª | 19ª | 20ª | 21ª | 22ª | 23ª | 24ª | 25ª | 26ª | 27ª | 28ª | 29ª | 30ª |    |  |

### Individuale

#### Classifica marcatori
| Gol |  |  | Giocatore                 | Squadra      |
| --- |  |  | ------------------------- | ------------ |
| 27  |  |  | Kasper Junker             | Bodø/Glimt   |
| 25  |  |  | Amahl Pellegrino          | Kristiansund |
| 19  |  |  | Philip Zinckernagel       | Bodø/Glimt   |
| 16  |  |  | Veton Berisha             | Viking       |
| 15  |  |  | Mushaga Bakenga           | Odd          |
| 14  |  |  | Jens Petter Hauge         | Bodø/Glimt   |
| 13  |  |  | Leke James                | Molde        |
| 12  |  |  | Dino Islamović            | Rosenborg    |
| 12  |  |  | Ohi Omoijuanfo            | Molde        |
| 12  |  |  | Ulrik Saltnes             | Bodø/Glimt   |
| 12  |  |  | Kristoffer Zachariassen   | Rosenborg    |
| 11  |  |  | Hólmbert Aron Friðjónsson | Aalesund     |